# Walter de Sousa Goulart
Walter de Sousa Goulart ou simplesmente Walter, (Rio de Janeiro, 17 de julho de 1913 — Rio de Janeiro 13 de novembro de 1951, foi um futebolista brasileiro que atuava como goleiro.

## Carreira
Iniciou sua carreira no Andarahy e rodou por America-RJ, Santos e Bangu, até chegar ao Flamengo, em 1938.
Estreou pelo Flamengo em amistoso contra o Vasco realizado em 12 de fevereiro de 1938 no Estádio da Rua Campos Sales.
Walter atuou pela Seleção Brasileira na Copa do Mundo de 1938, sendo o goleiro reserva da equipe.
Sua última atuação pelo Flamengo foi em 8 de fevereiro de 1941, contra o Independiente da Argentina, pelo Torneio Hexagonal da Argentina. No mesmo ano, o arqueiro deixou o Fla e acertou com o Vasco da Gama.
Em 1943, voltou ao América, do Rio, onde encerrou sua carreira.